# Mars 1965

## Évènements
- Mali : à la suite de la multiplication des coups d’État militaires en Afrique, le chef d’état-major Sékou Traoré proclame publiquement son loyalisme à l’égard du régime. Création d’un Conseil de Défense de la Révolution.
- Les péronistes sont vainqueurs aux élections législatives en Argentine avec 30,3 % des voix. La formation du président Arturo Umberto Illia obtient 28,9 %.
- Habib Bourguiba propose un plan de résolution du conflit israélo-arabe, en reprenant les propositions faites par Nasser dans les années 1950. Nasser s’y oppose et accuse Bourguiba de trahison.
- Le président Johnson déclare que les États-Unis sont prêts à armer massivement Israël en cas de course aux armements. L’Égypte s’éloigne de Washington.
- Richard Pouille est élu maire de Vandœuvre-lès-Nancy.

- 1er mars : André Courrèges lance la minijupe en France[1].

- 2 mars :
  - Début de l’opération de bombardement systématique « Rolling Thunder », qui doit réduire rapidement la résistance du Viêt Nam du Nord ne fait que la renforcer et Johnson est contraint d’envoyer un « corps expéditionnaire ». À la fin de l’année, 230 000 soldats sont engagés en Indochine.
  - Canada : Lucien Rivard s'évade de prison.

- 3 mars : à Jéricho, en Cisjordanie, le président tunisien Habib Bourguiba recommande la reconnaissance d'Israël[2].

- 7 mars : 
  - Début des Marches pour les droits civiques de Selma à Montgomery. C'est le « Bloody Sunday ». La répression du gouverneur de l’Alabama, George Wallace, contraint Johnson à placer sa garde nationale sous contrôle fédéral.
  - Guerre du Viêt Nam : débarquement à Danang des premières unités de combat américaines. L’intervention américaine amplifie l’engagement du Viêt Nam du Nord dans la guerre civile du Sud et rapproche Hanoi de Pékin et de Moscou. Lyndon B. Johnson propose en avril l’ouverture de « négociations sans conditions » assorti d’un programme d’assistance économique des États-Unis aux deux Viêt Nam. Mais il se refuse à envisager une solution neutraliste et Hanoi réplique avec fermeté.
- 14 et 21 mars, France : élections municipales favorables à l'opposition.

- 15 mars : Johnson propose un projet de loi destiné à doter le pouvoir fédéral des moyens de combattre toute discrimination.

- 20 mars et Avril : début du conflit entre l’Inde et le Pakistan. Accrochages dans le territoire contesté du Rann de Kutch, zone désertique partagée entre le Sind et le Gujerat.

- 22 mars (République populaire roumaine) : Nicolae Ceaușescu devient premier secrétaire du PTR après la mort de Gheorghe Gheorghiu-Dej.  Chivu Stoica devient président du Conseil d’État (fin en 1967).
- 23 mars : mission spatiale Gemini 3, premier vol habité du programme Gemini. À bord Gus Grissom et John Young accomplissent 3 orbites durant environ 5 heures.

- 24 - 25 mars : première assemblée d’étudiants (Teach-in) à l’université du Michigan (Students for a Democratic Society).

- 25 mars, France : reprise en main de l'Union des étudiants communistes (UEC) par le PCF, à l'occasion de son VIIIe congrès.

- 27 mars : gouvernement conservateur à Ceylan (fin en 1970).

## Naissances
- 1er mars :
  - Booker Huffman, catcheur américain de la WWE.
- 3 mars : Tedros Adhanom Ghebreyesus, homme politique éthiopien.
- 4 mars : Iouri Lontchakov, cosmonaute russe.
- 7 mars : Alison Redford, première ministre de l'Alberta.
- 8 mars : 
  - Robert Sabuda, illustrateur américain.
  - Hamed Bakayoko, homme d'État ivoirien, Premier ministre de Côte d'Ivoire de 2020 à 2021 et Ministre de la Défense de Côte d'Ivoire de 2017 à 2021 († 10 mars 2021).
- 11 mars : 
  - Jennifer Couëlle, auteure de livres jeunesse.
  - Jesse Jackson, Jr., politicien américain.
- 13 mars : Karim Ouchikh, homme politique français.
- 16 mars : 
  - Christiana Reali, actrice.
  - Mark Carney, homme politique, banquier canadien, britannique et irlandais.
- 22 mars : David Linx chanteur de jazz belge.
- 23 mars : Daren Puppa, joueur de hockey.
  - Richard Grieco, acteur américain.
- 24 mars : Mark Calaway, légende du catch américain, connu sous le nom de The Undertaker.
- 25 mars : Sarah Jessica Parker, actrice et productrice américaine.
- 29 mars : William Oefelein, astronaute américain.
- 31 mars : Raimundas Udrakis, cavalier lituanien de saut d'obstacles.

## Décès
- 11 mars : Clemente Micara, cardinal italien, vicaire général de Rome (° 24 décembre 1879).
- 30 mars : Maurilio Fossati, cardinal italien, archevêque de Turin (° 24 mai 1876).